# Aurore Fleury
Aurore Fleury (* 4. Dezember 1993 in Bar-le-Duc) ist eine französische Leichtathletin, die sich auf den Mittelstreckenlauf spezialisiert hat und vor allem im Crosslauf erfolgreich ist.

## Sportliche Laufbahn
Erste internationale Erfahrungen sammelte Aurore Fleury bei den Crosslauf-Europameisterschaften 2019 in Lissabon, bei denen sie in 18:05 min die Bronzemedaille in der Mixed-Staffel hinter den Teams aus dem Vereinigten Königreich und Belarus. 2021 siegte sie in 1:19:27 h beim Nancy-Halbmarathon und gewann anschließend bei den Crosslauf-Europameisterschaften in Dublin in 18:05 min die Silbermedaille hinter dem Team aus dem Vereinigten Königreich. Im Jahr darauf schied sie bei den Hallenweltmeisterschaften in Belgrad mit 4:12,20 min in der Vorrunde im 1500-Meter-Lauf aus und siegte im Juli in 4:13,03 min bei den Mittelmeerspielen in Oran.
2021 wurde Fleury französische Meisterin im 1500-Meter-Lauf im freien sowie 2022 in der Halle.

## Persönliche Bestzeiten
- 1500 Meter: 4:03,35 min, 9. Juli 2021 in Monaco
  - 1500 Meter (Halle): 4:07,09 min, 28. Januar 2022 in Karlsruhe
  - Meile (Halle): 4:32,88 min, 17. Februar 2022 in Liévin
- 3000 Meter: 9:00,88 min, 15. Juli 2021 in Saarbrücken
  - 3000 Meter (Halle): 9:00,58 min, 21. Januar 2022 in Lyon